# Макаренко Сергій Лаврентійович
Сергі́й Лавре́нтійович Мака́ренко (нар.11 вересня 1937, Кривий Ріг) — білоруський радянський спортсмен, що займався веслуванням на каное. Разом з напарником Леонідом Гейштором є першими білоруськими олімпійськими чемпіонами.

## Біографія
Народився 11 вересня 1937 у м. Кривий Ріг в Україні. У віці трьох років переїхав разом з родиною до Берестя, де отримав призначення його батько-військовослужбовець, який загинув через рік при обороні Берестейської фортеці в перші дні війни.
Займатися веслуванням Сергій почав після війни. Першим його тренером був Володимир Карпович Пилипенко.
Армійську службу Сергій Макаренко проходив під Мінськом, у взводі військового багатоборства. У той період почав змагатися на каное-двійці у парі з Леонідом Гейштором.
Першу значну перемогу здобули вже через 10 днів на дистанції 10 000 м на Спартакіаді народів СРСР в 1959 році в Москві, коли їх двійка випередила титуловані екіпажі: Павла Харіна і Граціана Ботєва — олімпійських чемпіонів Мельбурна-56, а також Володимира Якуніна і Степана Ощепкова — чемпіонів світу 1958 року.
Через рік молодий екіпаж поїхав на римську Олімпіаду, де здобув впевнену перемогу у змаганнях каное-двійок на дистанції 1 000 м.
Всі наступні роки, аж до 1963-го, золотий олімпійський екіпаж — Леонід Гейштор і Сергій Макаренко — був найсильнішим в СРСР, Європі та світі на дистанціях 1000 і 10 000 м.
Олімпіаду-64 білоруська двійка змушена була пропустити через хворобу Леоніда Гейштора. У 1966 році екіпаж розпався, а з новими напарниками спортивна кар'єра не склалася. Обидва стали тренерами.
Після завершення виступів, Сергій Лаврентійович Макаренко закінчив Білоруський державний інститут фізичної культури. Став тренером збірної СРСР з каное, потім старшим тренером збірної Білорусі. Працював тренером в Індії, Китаї та Ірані. Був головою, а потім заступником керівника Білоруської асоціації каное, займався виробництвом спортивних човнів.

## Спортивні досягнення
- Заслужений майстер спорту СРСР.
- Чемпіон Ігор XVII Олімпіади в Римі (Італія) 1960 на дистанції 1000 м.
- Чемпіон світу 1963
- Дворазовий чемпіон Європи — 1961, 1963 рр..
- 8-разовий чемпіон СРСР — 1959 — 1963 рр.. на різних дистанціях.
- Заслужений тренер БРСР.
- Заслужений діяч фізичної культури і спорту БРСР.
- Нагороджений орденом «Знак Пошани».